# San Pietro al Natisone
San Pietro al Natisone (Špiètar en slovène, San Pieri dai Sclavons en frioulan) est une commune de la province d'Udine dans la région Frioul-Vénétie Julienne en Italie. Cette petite ville de 2.000 habitants se trouve à l'entrée de la vallée du Natisone.

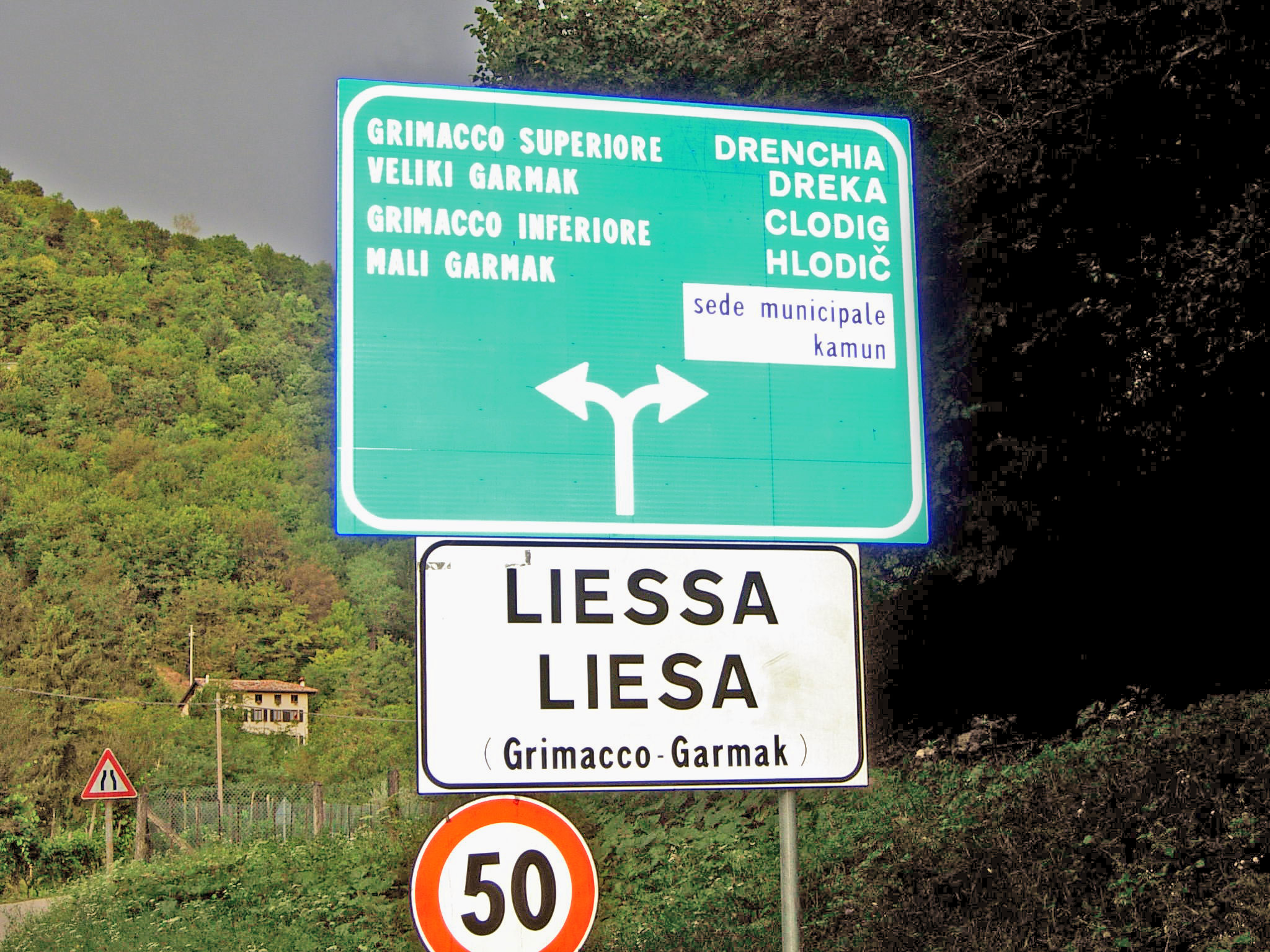
Signalisation bilingue italo-slovène dans la vallée de Natisone.

## Administration
| Période | Période  | Identité         | Étiquette                   | Qualité |
| ------- | -------- | ---------------- | --------------------------- | ------- |
| 1985    | 1990     | Marinig Giuseppe | Partito Socialista Italiano | maire   |
| 1990    | 1995     | Marinig Giuseppe | Partito Socialista Italiano | maire   |
| 1995    | 1999     | Marinig Giuseppe | Liste civique               | maire   |
| 1999    | 2004     | Dorbolò Bruna    | Liste civique               | maire   |
| 2004    | 2009     | Manzini Tiziano  | Liste civique               | maire   |
| 2009    | 2014     | Manzini Tiziano  | Liste civique               | maire   |
| 2014    | 2024     | Zufferli Mariano | Liste civique               | maire   |
| 2024    | en cours | Cesare Pinatto   | Liste civique               | maire   |

Elements de Ministère des Affaires étrangères de l'Intérieur

### Hameaux
San Pietro possède une multitude de Hameaux dont certains se perdent dans la montagne:
 Altovizza/Atovca, Azzida/Ažla, Becis/Bečja, Biarzo/Bjarč, Cedron, Chiabai/Čabaji, Clenia/Klenje, Cocevaro/Kočebar, Correda/Koreda, Costa/Kuosta, Macorins/Mohorin, Mezzana/Mečana, Oculis/Nokula, Podar, Ponteacco/Petjag, Ponte San Quirino/Muost/Puint, Puoie/Puoje, Sorzento/Sarženta, Tarpezzo/Tarpeč, Tiglio/Lipa, Vernassino/Gorenj Barnas, Sotto Vernassino/Pod Barnas, Vernasso/Dolenj Barnas.

### Communes limitrophes
Cividale del Friuli, Prepotto, Pulfero, San Leonardo, Savogna, Torreano

## Jumelages
- Sambreville (Belgique)

## Galerie de photos

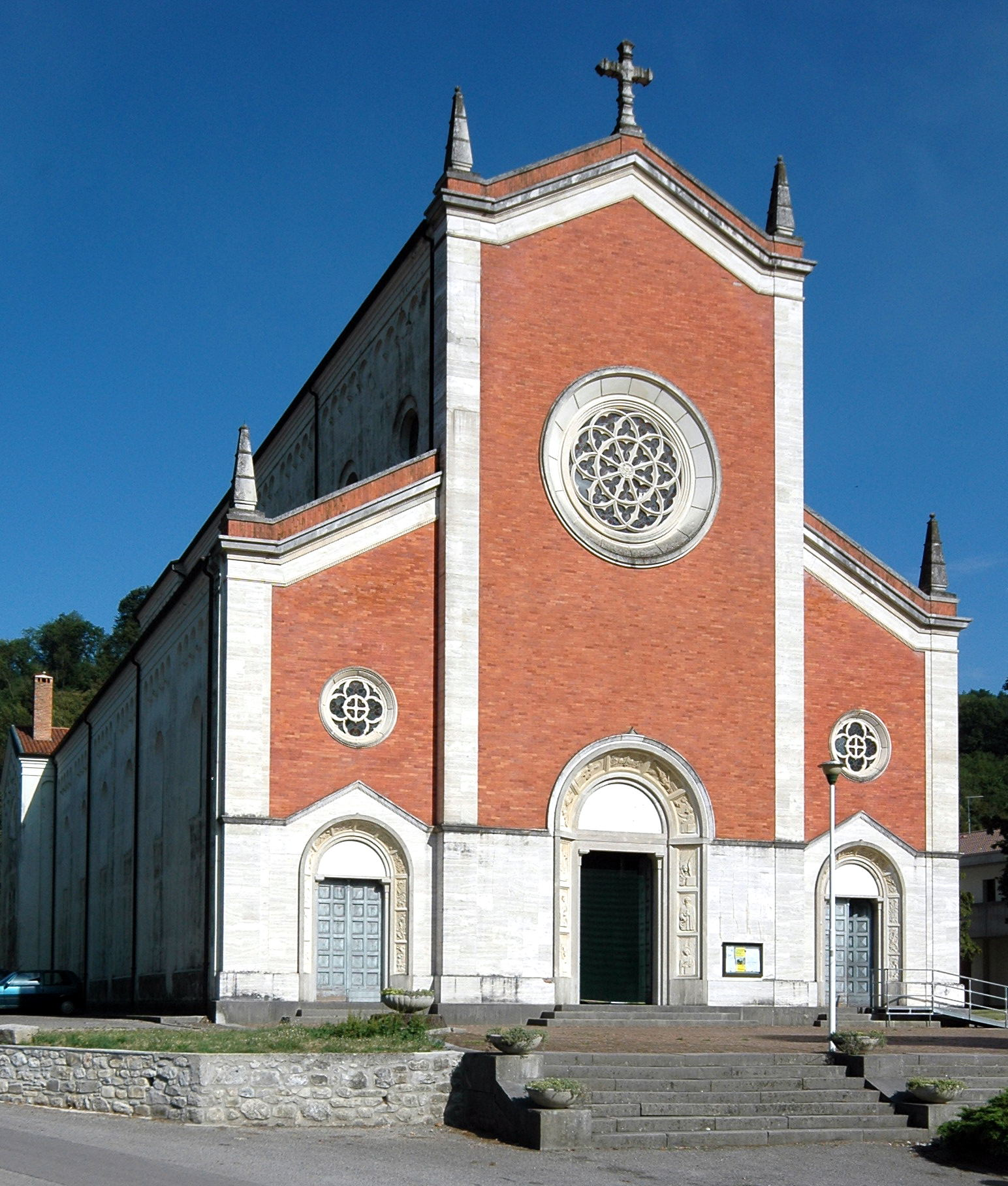
San Pietro al Natisone - l'église
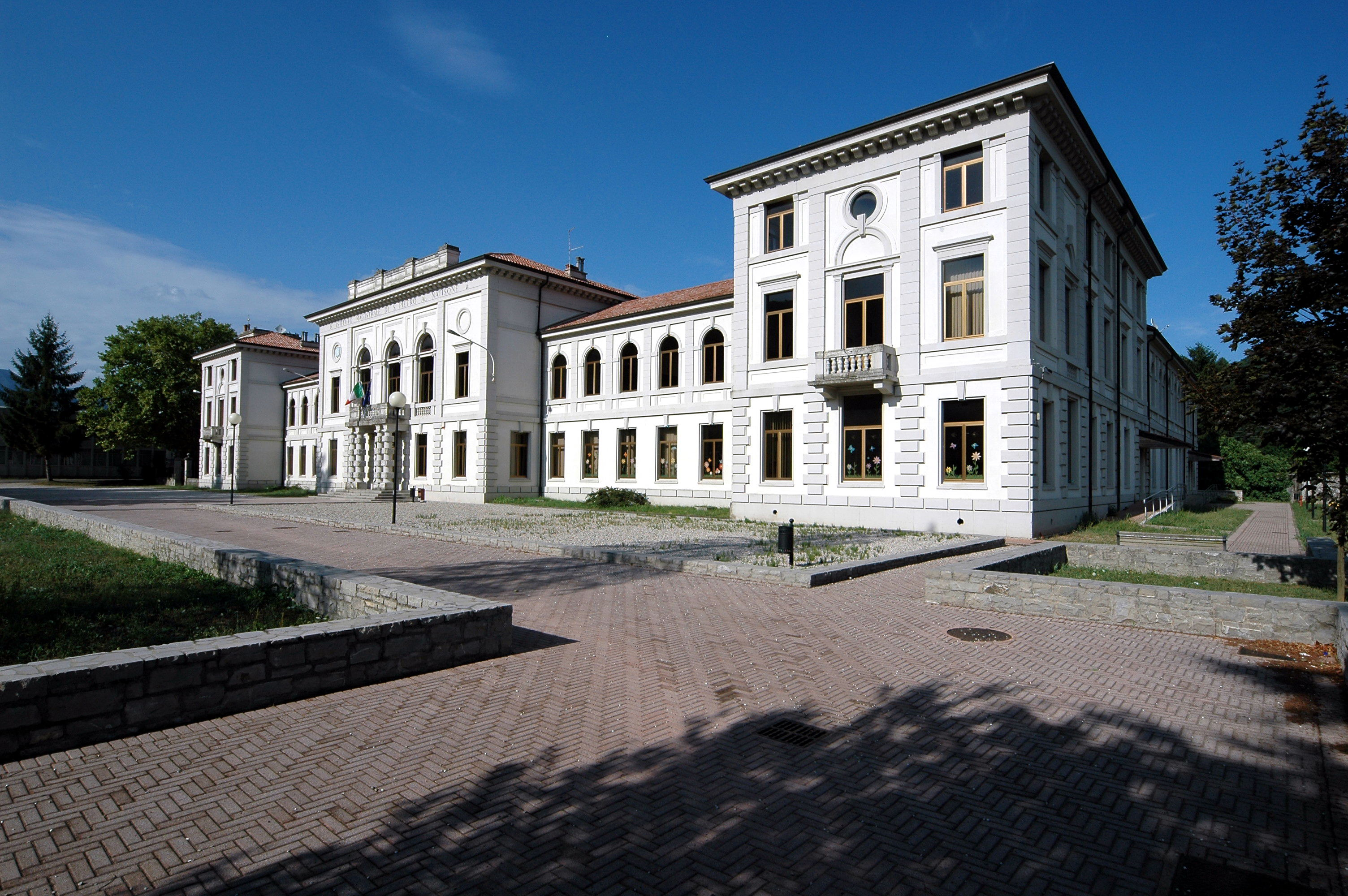
San Pietro al Natisone - École d'instituteurs
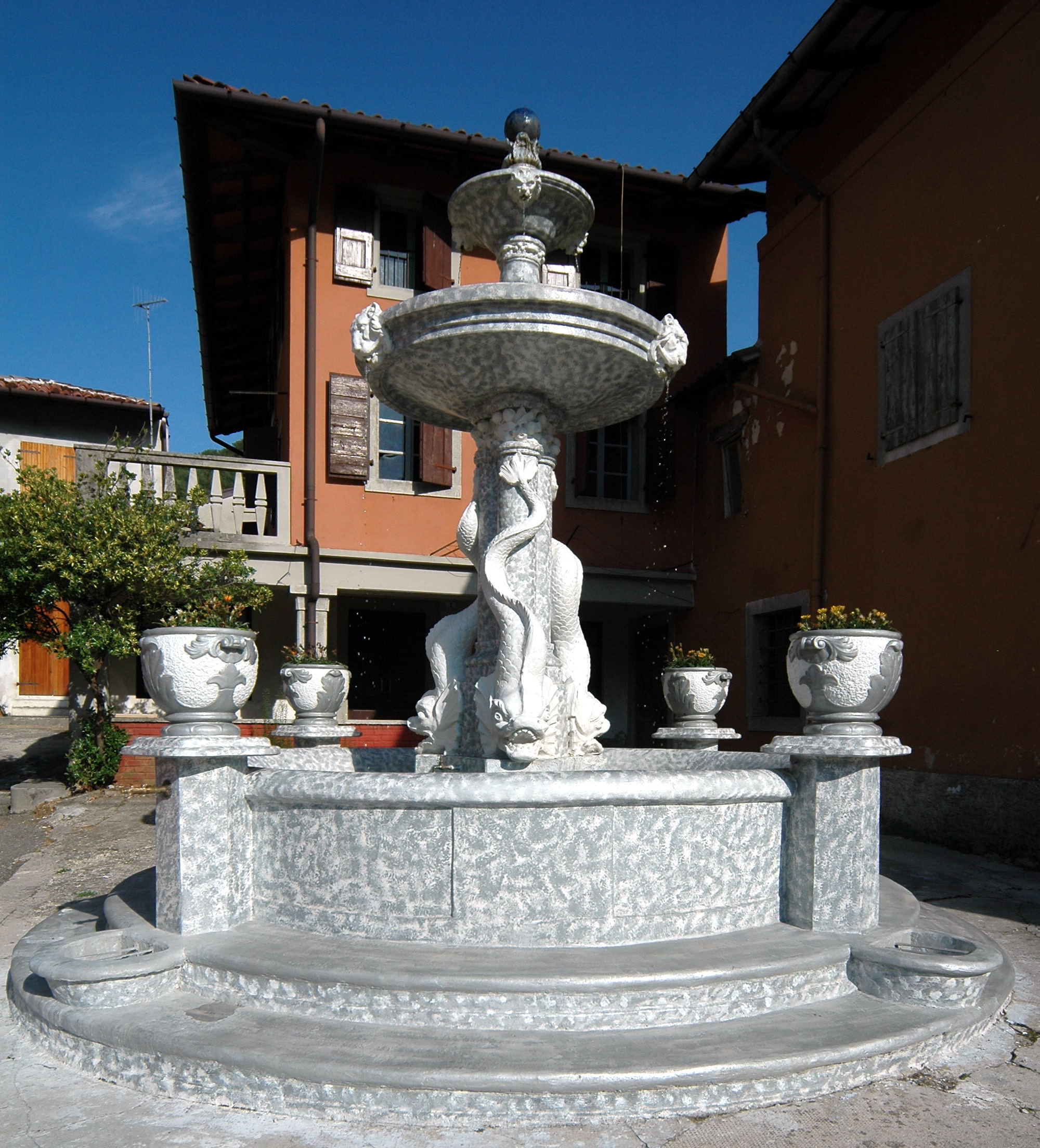
San Pietro al Natisone - le fontaine